# Azerbajdzsán az Eurovíziós Dalfesztiválokon
Azerbajdzsán eddig tizenhét alkalommal vett részt az Eurovíziós Dalfesztiválon.
Az azeri műsorsugárzó, a İctimai Televiziya və Radio Yayımları Şirkəti, amely 2007-ben lett tagja az Európai Műsorsugárzók Uniójának, és 2008-ban csatlakozott a versenyhez.
Azerbajdzsán eddig egy alkalommal, 2011-ben aratott győzelmet.

## Története

### Évről évre
Azerbajdzsán 2008-ban vett részt először a versenyen. A három kaukázusi ország közül utolsóként csatlakoztak; Örményország 2006-ban, Grúzia 2007-ben szerepelt először.

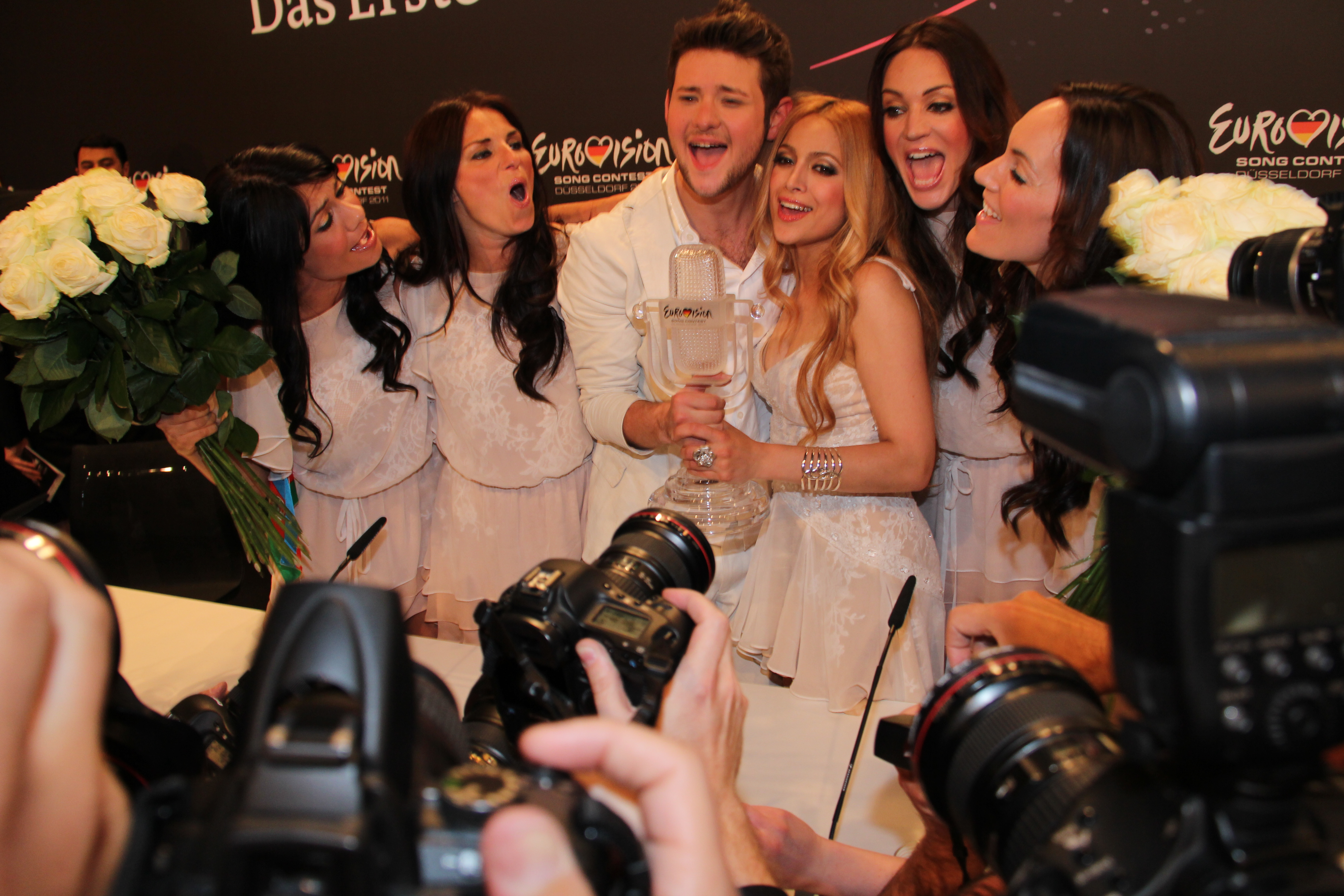
Ell és Nikki, a 2011-es dalfesztivál győztesei a döntő utáni sajtótájékoztatón.

Három sikeres szereplés (nyolcadik, harmadik, majd ötödik hely) után 2011-ben megnyerték a versenyt, így kétségtelenül az egyik legszerencsésebb, és legsikeresebb országnak lehet mondani. A 2012-es versenynek az ország fővárosa, Baku adhatott otthont. Ez volt az első olyan verseny, melynek a tiszteletére emeltek egy komplett stadiont. Abban az évben nem kellett részt venniük az elődöntőben és a döntő negyedik helyén végeztek. 2013-ban a második elődöntő megnyerése után a döntőben második helyen végeztek. Ebben az évben őket jutalmazták a legtöbbször 12 ponttal: 10 alkalommal. A következő évben érték el addigi legrosszabb eredményüket: huszonkettedik helyen végeztek a döntőben. 2015-ben a tizenkettedik helyen végeztek, míg a következő években a tizenhetedik, illetve tizennegyedik helyet érték el. 2018-ban az elődöntőből nem sikerült továbbjutniuk, ami az ország eddigi legrosszabb helyezését jelenti. 2019-ben ismét visszatértek a döntőbe, ahol 2013 után ismét a legjobb tíz között végeztek, a szám szerint nyolcadik helyen.
2020-ban Efendi képviselte volna az országot, azonban március 18-án az Európai Műsorsugárzók Uniója bejelentette, hogy 2020-ban nem tudják megrendezni a versenyt a COVID–19-koronavírus-világjárvány miatt. Az azeri műsorsugárzó jóvoltából az énekesnő végül újabb lehetőséget kapott az ország képviseletére a következő évben. 2021-ben és 2022-ben sikeresen továbbjutottak a döntőbe. Előbbinél huszadik, utóbbinál tizenhetedik helyen zárták a versenyt. 2023-ban és 2024-ben nem sikerült kvalifikálni magukat a döntőbe, az elődöntőben utolsó előtti helyezést érték el, majd 2025-ben utolsók lettek az elődöntőben.

### Nyelvhasználat
A nyelvhasználatot korlátozó szabály 1999-ig volt érvényben, vagyis Azerbajdzsán 2008-as debütálásakor már szabadon megválaszthatták az indulók, hogy milyen nyelvű dallal neveznek.
Azerbajdzsán eddigi tizenhét versenydala közül tizenhat angol nyelven, egyet pedig angol és azeri kevert nyelven adtak elő.
2021-es daluk tartalmazott egy többször ismételt mondatot azeri nyelven is.

### Nemzeti döntő
Azerbajdzsánban nem alakult ki hagyományos, minden évben megrendezett nemzeti válogató. Első részvételük alkalmával egy nemzeti döntő segítségével választották ki indulójukat. Három előadó énekelt két-két dalt, és egy zsűri jelölte ki, hogy melyik énekes, melyik dallal képviselje az országot. A következő évben nemzeti válogató nélkül, belső kiválasztással döntöttek. 2010-ben pedig a Land of fire nevű nemzeti döntőn három előadó három dalt énekelt. Ezek közül Safurát választották ki, majd három dala közül a Drip Drop képviselhette Azerbajdzsánt az Eurovíziós Dalversenyen. A következő három évben egy tehetségkutató műsor segítségével (Mili Seçim Turu) jelölték ki az indulót. Ez egy több élő adásból álló műsorfolyam volt, melynek a döntőjében öten énekeltek; és közülük került ki a végső győztes. Dalukat a tehetségkutató műsor után készítették el; svéd producerekkel. 2014-ben egy újabb tehetségkutató műsorral választották ki előadójukat, amelynek címe "Böyük Səhnə" volt. A győztes előadó daláról viszont belső kiválasztással döntöttek. 2015 óta a kaukázusi ország nem rendez válogatóműsort.

## Résztvevők
| Év   | Előadó                      | Dal                 | Magyar fordítás    | Döntő                   | Pontszám                | Elődöntő             | Pontszám             |
| ---- | --------------------------- | ------------------- | ------------------ | ----------------------- | ----------------------- | -------------------- | -------------------- |
| 2008 | Elnur és Samir              | Day After Day       | Nap nap után       | 8.                      | 132                     | 6.                   | 96                   |
| 2009 | AySel és Arash              | Always              | Örökké             | 3.                      | 207                     | 2.                   | 180                  |
| 2010 | Safura                      | Drip Drop           | Csipp-csepp        | 5.                      | 145                     | 2.                   | 113                  |
| 2011 | Ell/Nikki                   | Running Scared      | Rémülten szaladok  | 1.                      | 221                     | 2.                   | 122                  |
| 2012 | Sabina Babayeva             | When the Music Dies | Ha a zene meghal   | 4.                      | 150                     | Automatikusan döntős | Automatikusan döntős |
| 2013 | Farid Mammadov              | Hold Me             | Ölelj át!          | 2.                      | 234                     | 1.                   | 139                  |
| 2014 | Dilara Kazimova             | Start a Fire        | Indíts tüzet!      | 22.                     | 33                      | 9.                   | 57                   |
| 2015 | Elnur Huseynov              | Hour of the Wolf    | A farkas órája     | 12.                     | 49                      | 10.                  | 53                   |
| 2016 | Samra                       | Miracle             | Csoda              | 17.                     | 117                     | 6.                   | 185                  |
| 2017 | Dihaj                       | Skeletons           | Csontvázak         | 14.                     | 120                     | 8.                   | 150                  |
| 2018 | Aisel                       | X My Heart          | Esküszöm           | Nem jutott be a döntőbe | Nem jutott be a döntőbe | 11.                  | 94                   |
| 2019 | Chingiz                     | Truth               | Igazság            | 8.                      | 302                     | 5.                   | 224                  |
| 2020 | Efendi                      | Cleopatra           | Kleopátra          | Elmaradt a verseny      | Elmaradt a verseny      | Elmaradt a verseny   | Elmaradt a verseny   |
| 2021 | Efendi                      | Mata Hari           | –                  | 20.                     | 65                      | 8.                   | 138                  |
| 2022 | Nadir Rustamli              | Fade to Black       | Feketére halványul | 16.                     | 106                     | 10.                  | 96                   |
| 2023 | TuralTuranX                 | Tell Me More        | Mesélj még         | Nem jutott be a döntőbe | Nem jutott be a döntőbe | 14.                  | 4                    |
| 2024 | Fahree feat. Ilkin Dovlatov | Özünlə apar         | Vigyél magaddal    | Nem jutott be a döntőbe | Nem jutott be a döntőbe | 14.                  | 11                   |
| 2025 | Mamagama                    | Run with U          | Veled futni        | Nem jutott be a döntőbe | Nem jutott be a döntőbe | 15.                  | 7                    |

## Szavazástörténet

### 2008–2023
| Hely | Ország      | Pont |
| ---- | ----------- | ---- |
| 1.   | Oroszország | 99   |
| 2.   | Izrael      | 81   |
| 3.   | Málta       | 64   |
| 4.   | Görögország | 59   |
| 5.   | Svédország  | 52   |
| 6.   | Albánia     | 52   |
| 7.   | Románia     | 52   |
| 8.   | Grúzia      | 46   |
| 9.   | Ukrajna     | 45   |
| 10.  | Moldova     | 45   |

| Hely | Ország       | Pont |
| ---- | ------------ | ---- |
| 1.   | Oroszország  | 89   |
| 2.   | Ciprus       | 71   |
| 3.   | Moldova      | 70   |
| 4.   | Málta        | 69   |
| 5.   | Grúzia       | 62   |
| 6.   | Görögország  | 61   |
| 7.   | Albánia      | 56   |
| 8.   | Horvátország | 55   |
| 9.   | Románia      | 54   |
| 10.  | Csehország   | 53   |

Azerbajdzsán még sosem adott pontot az elődöntőben a következő országoknak: Örményország, Szlovákia
Azerbajdzsán még sosem kapott pontot az elődöntőben a következő országoktól: Fehéroroszország
| Hely | Ország      | Pont |
| ---- | ----------- | ---- |
| 1.   | Ukrajna     | 149  |
| 2.   | Oroszország | 121  |
| 3.   | Izrael      | 82   |
| 4.   | Olaszország | 66   |
| 5.   | Moldova     | 61   |
| 6.   | Svédország  | 58   |
| 7.   | Görögország | 54   |
| 8.   | Málta       | 53   |
| 9.   | Törökország | 48   |
| 10.  | Grúzia      | 43   |

| Hely | Ország           | Pont |
| ---- | ---------------- | ---- |
| 1.   | Oroszország      | 124  |
| 2.   | Grúzia           | 119  |
| 3.   | Moldova          | 103  |
| 4.   | Ukrajna          | 99   |
| 5.   | Málta            | 75   |
| 6.   | Fehéroroszország | 71   |
| 7.   | Görögország      | 67   |
| 8.   | Litvánia         | 61   |
| 9.   | Ciprus           | 61   |
| 10.  | Csehország       | 60   |

Azerbajdzsán még sosem adott pontot a döntőben a következő országoknak: Izland, Örményország
Azerbajdzsán mindegyik országtól kapott legalább egy pontot a döntőkben.

## Rendezések

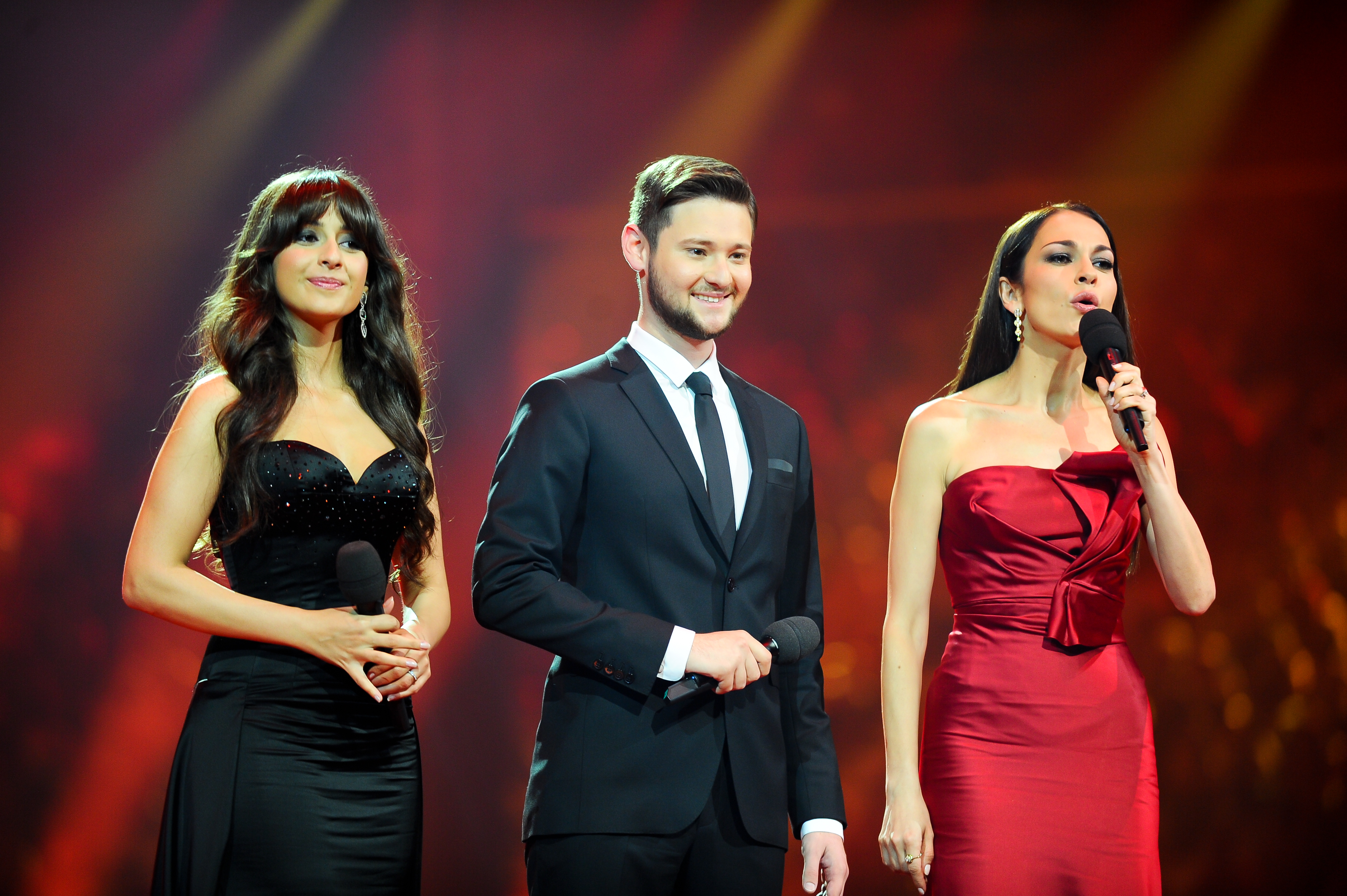
A 2012-es verseny műsorvezetői

| Év   | Város              | Helyszín      | Műsorvezető(k)                           |
| ---- | ------------------ | ------------- | ---------------------------------------- |
| 2012 | Azerbajdzsán, Baku | Kristályterem | Leyla Aliyeva, Ell, Nargiz Berk-Petersen |

## Háttér
| Év   | Rendező    | Kommentátor                         | Pontbejelentő        |
| ---- | ---------- | ----------------------------------- | -------------------- |
| 2006 | Athén      | N/A                                 | Nem vettek részt     |
| 2007 | Helsinki   | Leyla Aliyeva és Murad Arif         | Nem vettek részt     |
| 2008 | Belgrád    | Husniyya Maharramova és Isa Melikov | Leyla Aliyeva        |
| 2009 | Moszkva    | Leyla Aliyeva és Isa Melikov        | Husniyya Maharramova |
| 2010 | Oslo       | Husniyya Maharramova                | Tamilla Shirinova    |
| 2011 | Düsseldorf | Leyla Aliyeva                       | Safura               |
| 2012 | Baku       | Konul Arifgizi és Saleh Bagirov     | Safura               |
| 2013 | Malmö      | Konul Arifgizi és Saleh Bagirov     | Tamilla Shirinova    |
| 2014 | Koppenhága | Konul Arifgizi és Saleh Bagirov     | Sabina Babayeva      |
| 2015 | Bécs       | Kamran Guliyev                      | Tural Asadov         |
| 2016 | Stockholm  | Azer Suleymanli                     | Tural Asadov         |
| 2017 | Kijev      | Azer Suleymanli                     | Tural Asadov         |
| 2018 | Lisszabon  | Azer Suleymanli                     | Tural Asadov         |
| 2019 | Tel-Aviv   | Murad Arif                          | Faig Agayev          |
| 2021 | Rotterdam  | Murad Arif és Husniyya Maharramova  | Ell/Nikki            |
| 2022 | Torino     | Murad Arif                          | Narmin Salmanova[a]  |
| 2023 | Liverpool  | Azer Suleymanli                     | Narmin Salmanova[a]  |
| 2024 | Malmö      | Nurlana Jafarova                    | Aysel Teymurzadə     |
| 2025 | Bázel      | Elnara Khalilova és Aga Nadirov     | Safura               |

Megjegyzések
↑ a: 2022-ben a szavazás során megszakadt a kapcsolat az azeri pontbejelentővel, helyette a dalfesztivál igazgatója, Martin Österdahl jelentette be a pontokat.

## Díjak

### Marcel Bezençon-díj
| Kategória     | Év   | Előadó          | Dal                 | Zeneszerző(k) Szöveg / zene                              | Eredmény az Eurovízión | Eredmény az Eurovízión | Helyszín           |
| Kategória     | Év   | Előadó          | Dal                 | Zeneszerző(k) Szöveg / zene                              | Helyezés               | Pontszám               | Helyszín           |
| ------------- | ---- | --------------- | ------------------- | -------------------------------------------------------- | ---------------------- | ---------------------- | ------------------ |
| Sajtódíj      | 2012 | Sabina Babayeva | When the Music Dies | Anders Bagge, Sandra Bjurman, Stefan Örn, Johan Kronlund | 4.                     | 150                    | Azerbajdzsán, Baku |
| Művészeti díj | 2013 | Farid Mammadov  | Hold Me             | John Ballard, Ralph Charlie                              | 2.                     | 235                    | Svédország, Malmö  |

### ESC Radio Awards
| Kategória        | Év   | Előadó         | Dal    | Eredmény az Eurovízión | Eredmény az Eurovízión | Helyszín             |
| Kategória        | Év   | Előadó         | Dal    | Helyezés               | Pontszám               | Helyszín             |
| ---------------- | ---- | -------------- | ------ | ---------------------- | ---------------------- | -------------------- |
| Legjobb együttes | 2009 | AySel és Arash | Always | 3.                     | 207                    | Oroszország, Moszkva |

## Galéria

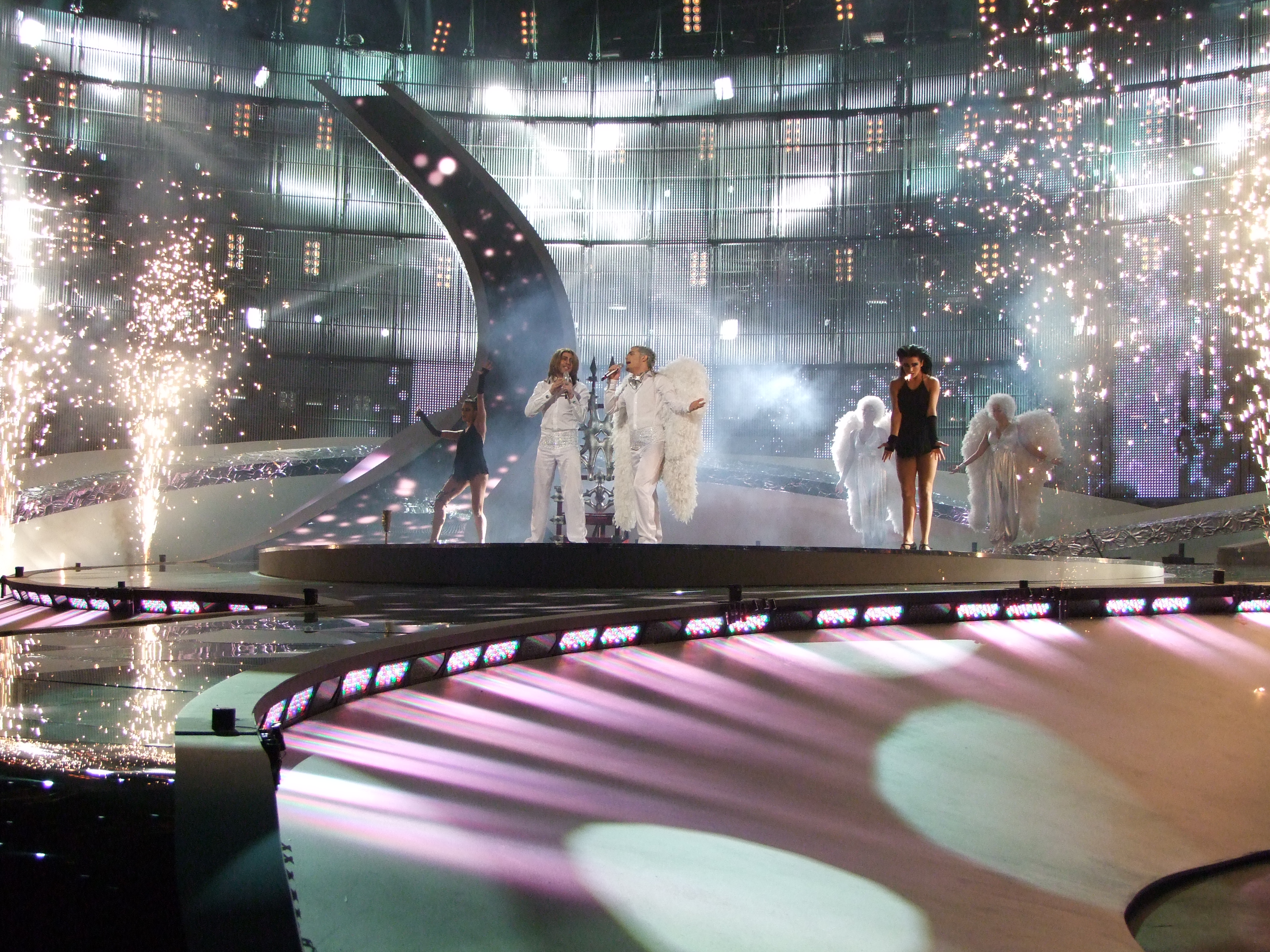
Elnur és Samir Belgrádban (2008)
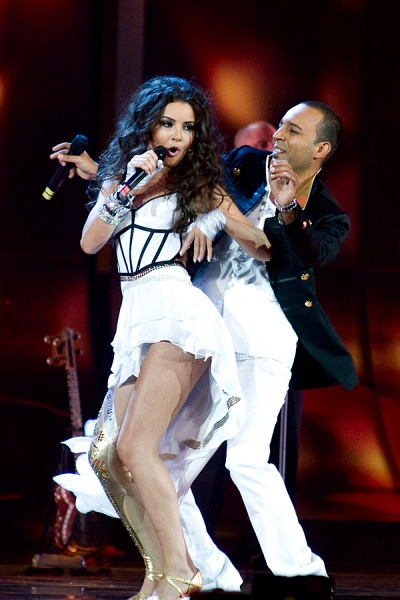
AySel és Arash Moszkvában (2009)
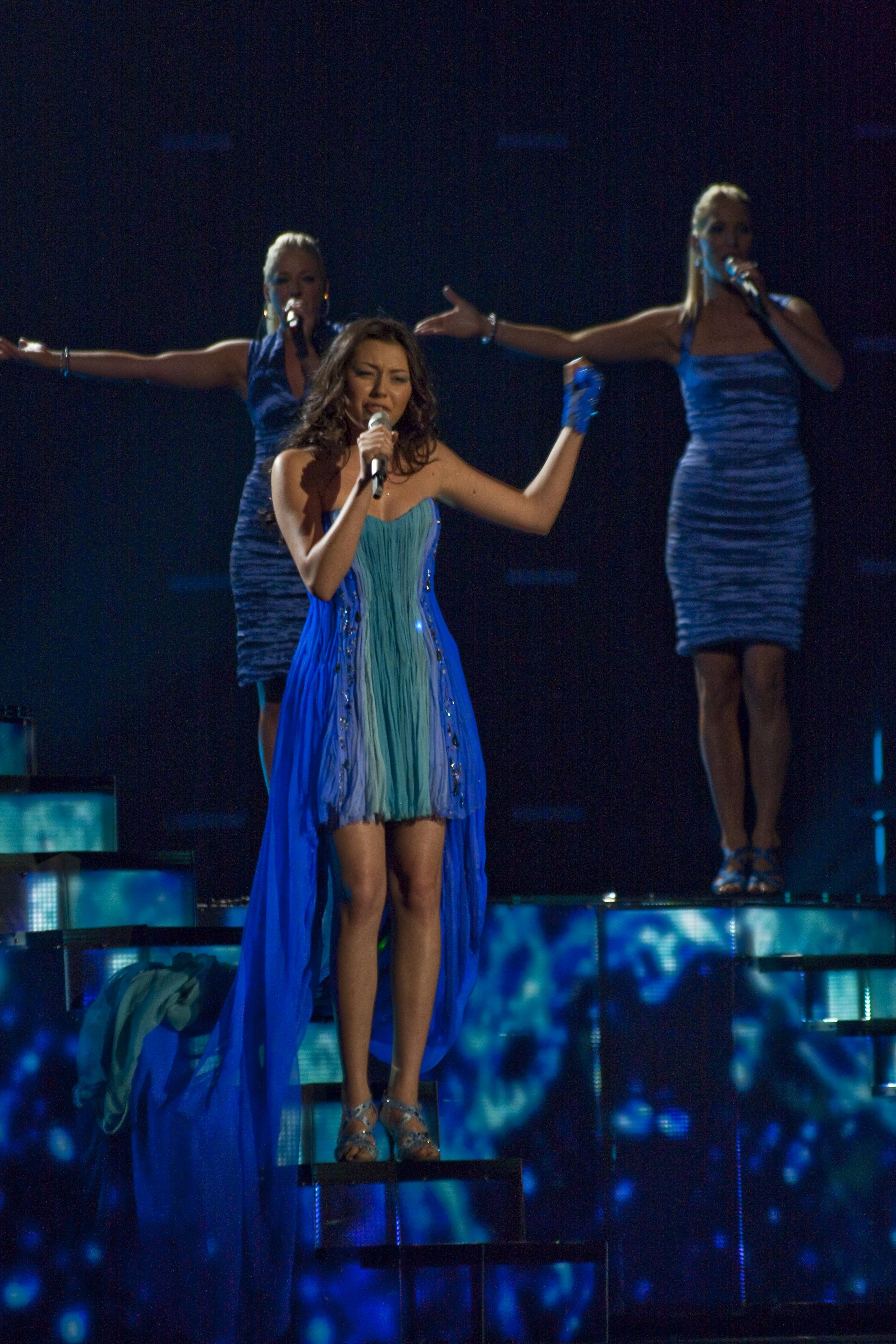
Safura Oslóban (2010)
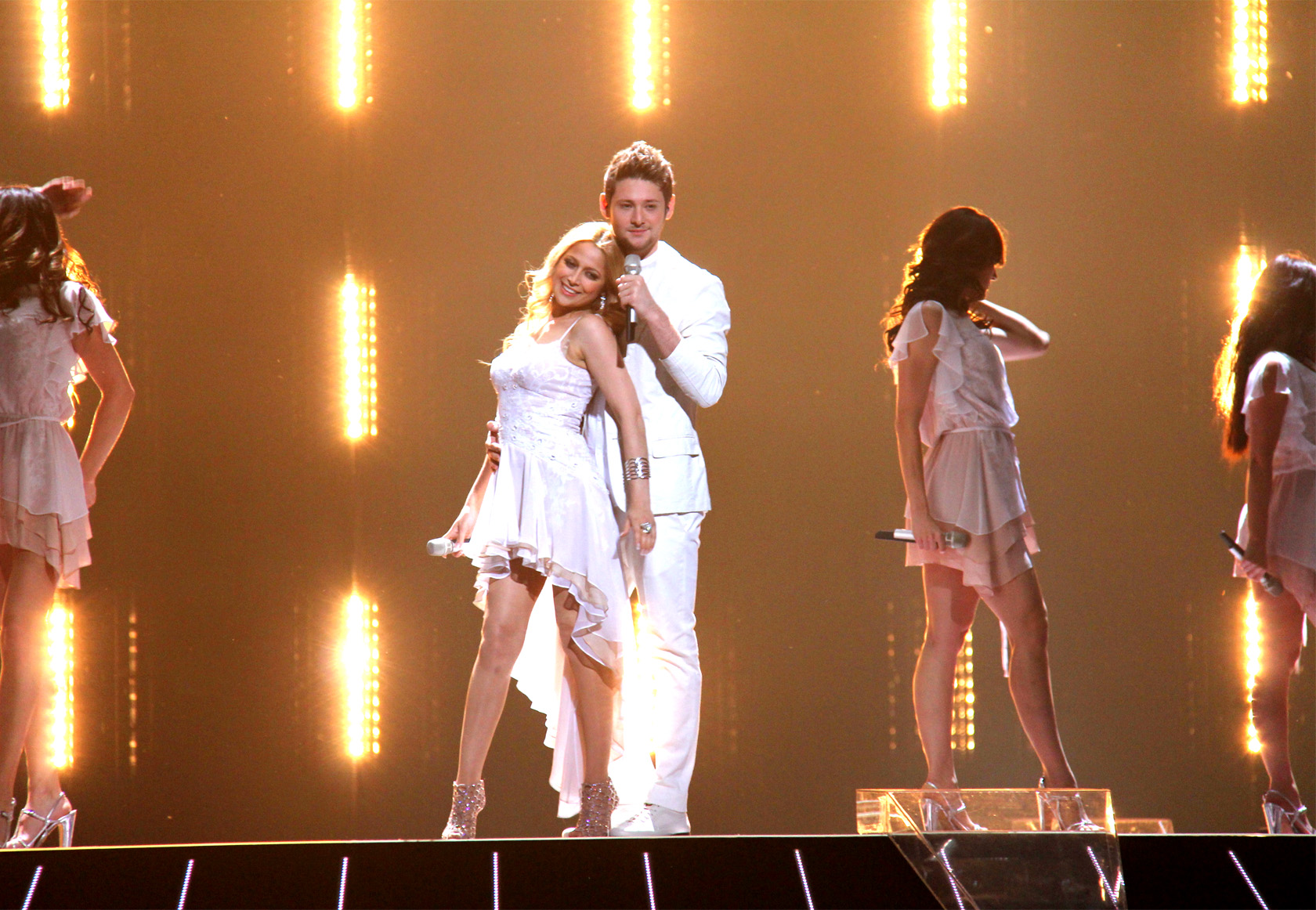
Ell és Nikki Düsseldorfban (2011)
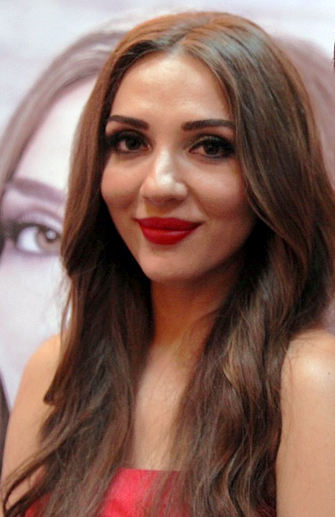
Sabina Babayeva Bakuban (2012)
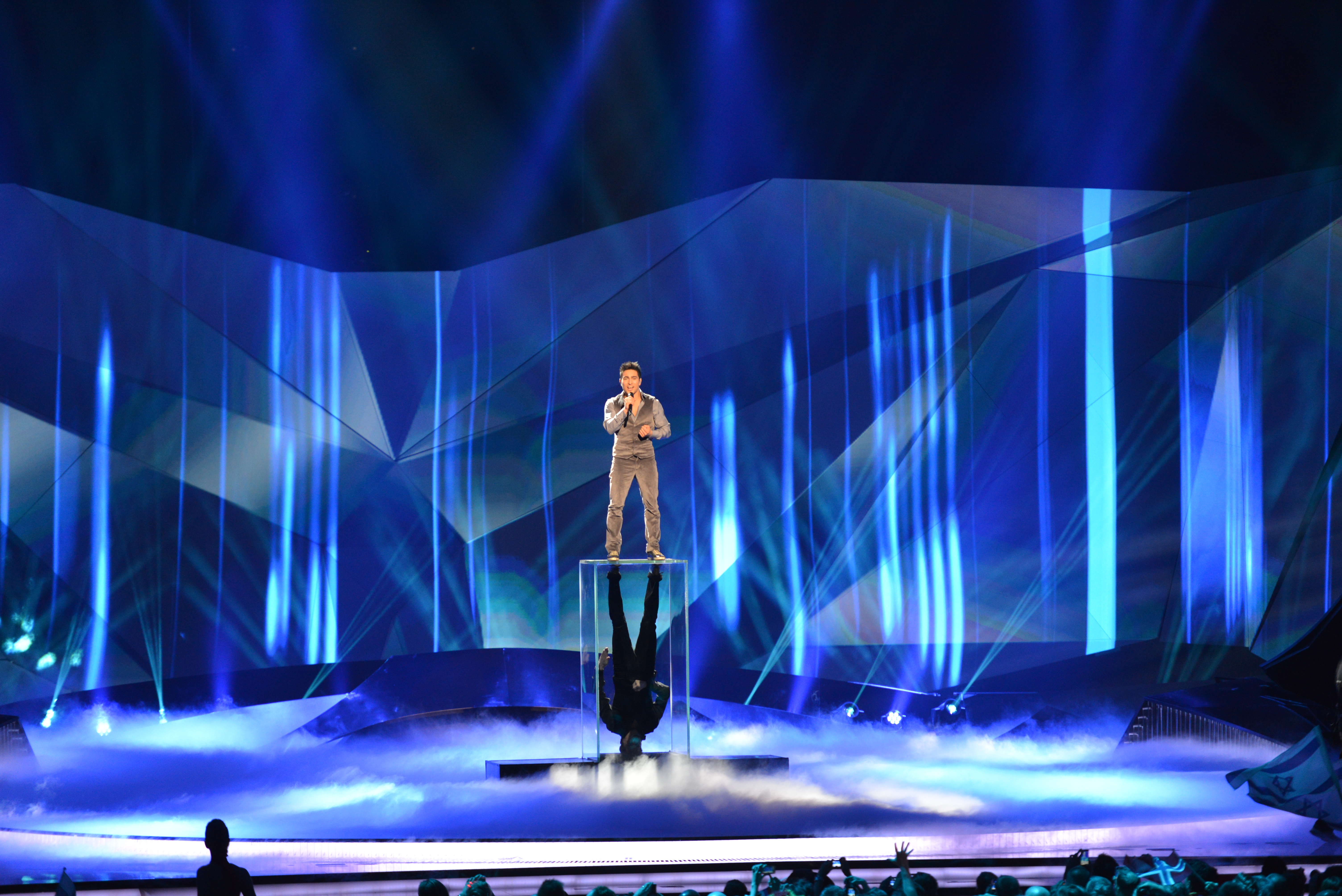
Farid Mammadov Malmőben (2013)
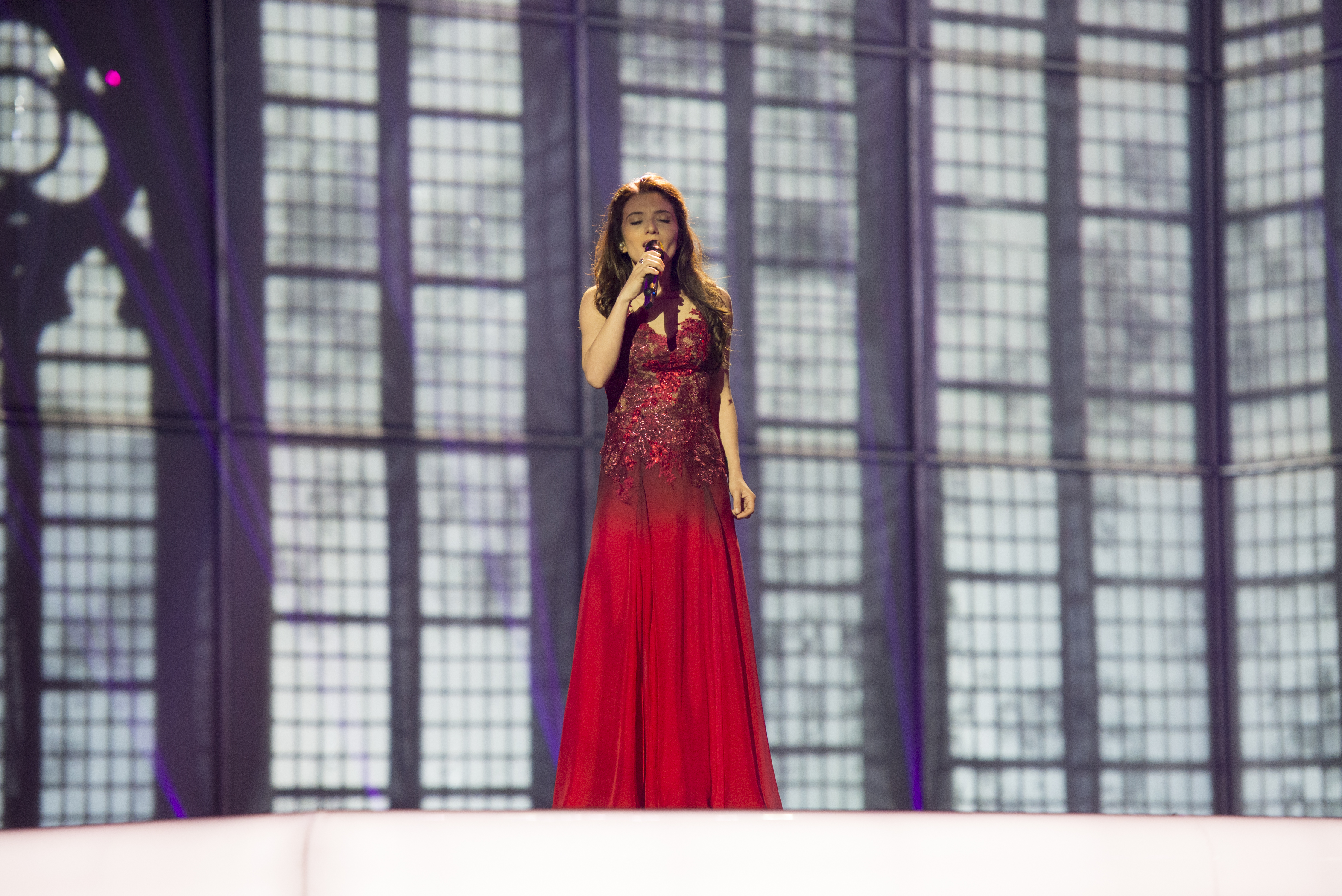
Dilara Kazimova Koppenhágában (2014)
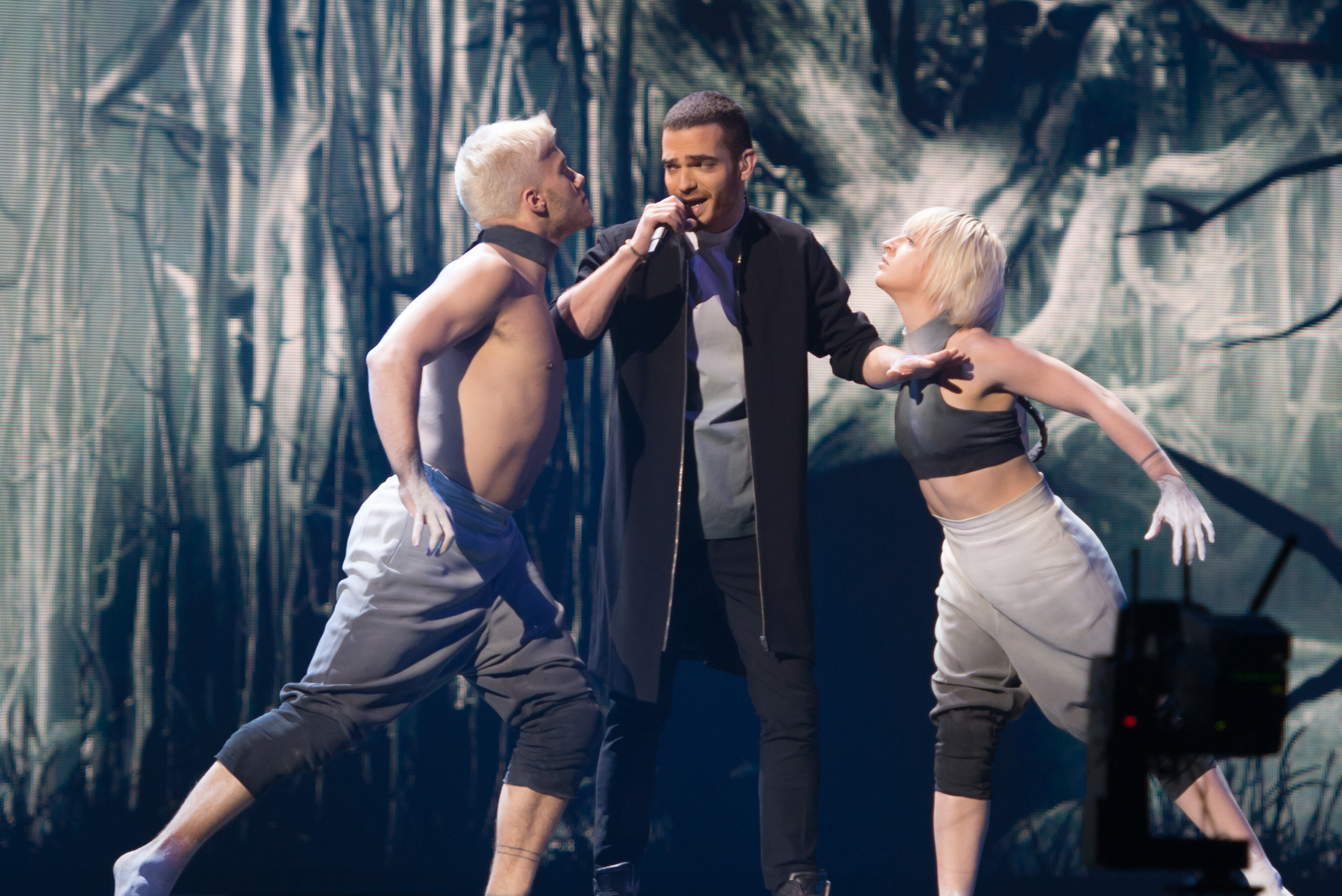
Elnur Huseynov Bécsben (2015)
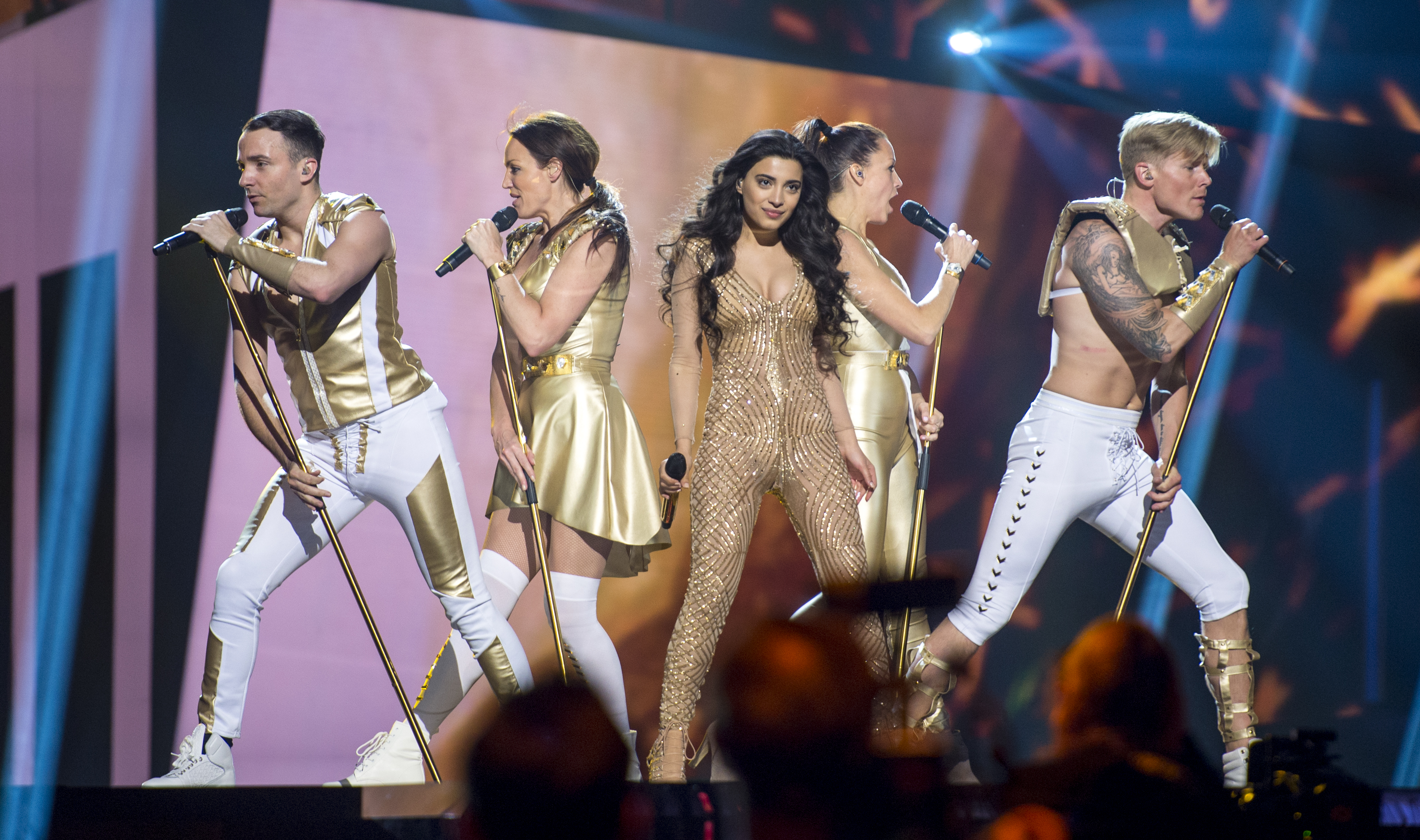
Samra Stockholmban (2016)
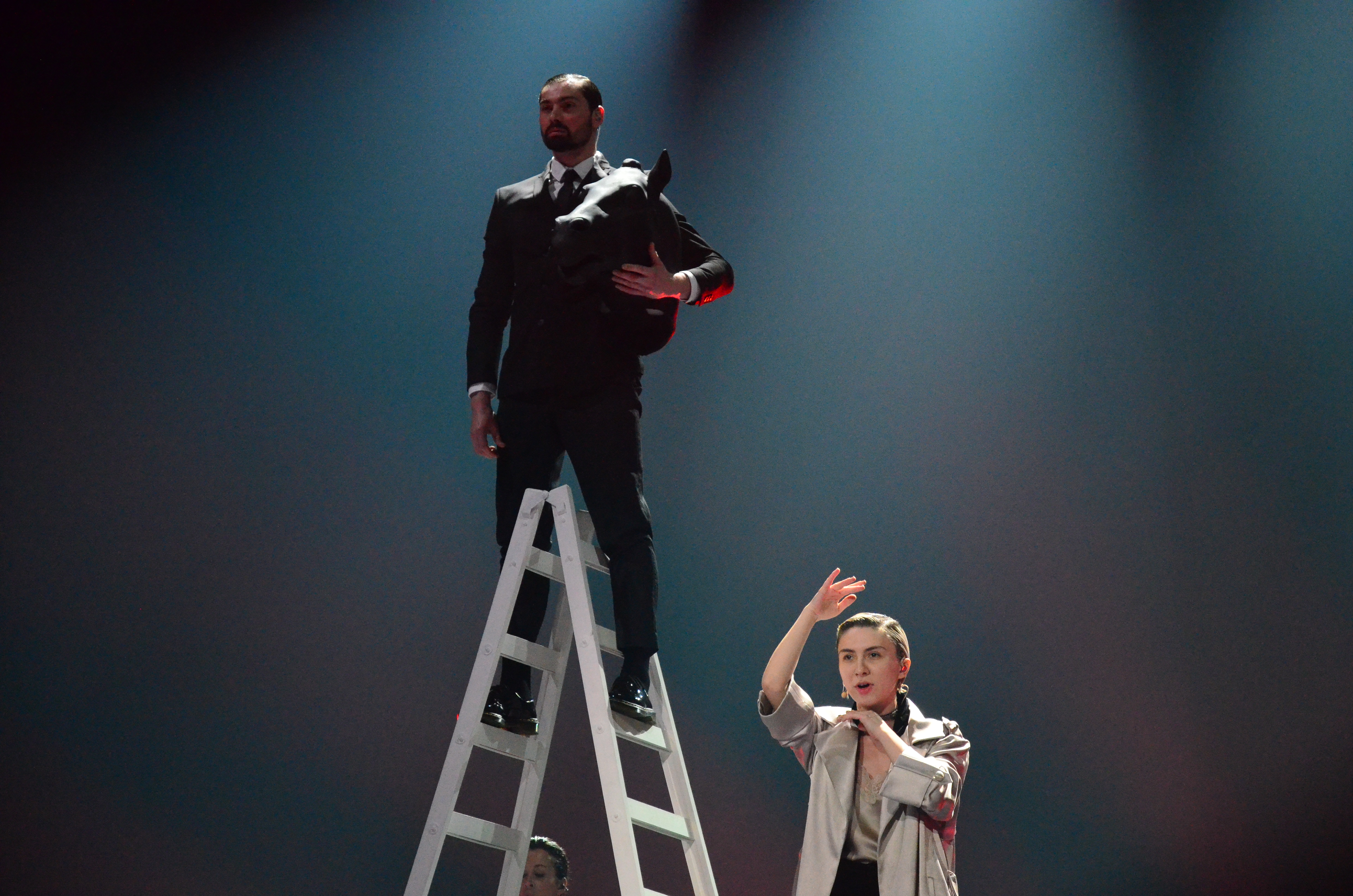
Dihaj Kijevben (2017)
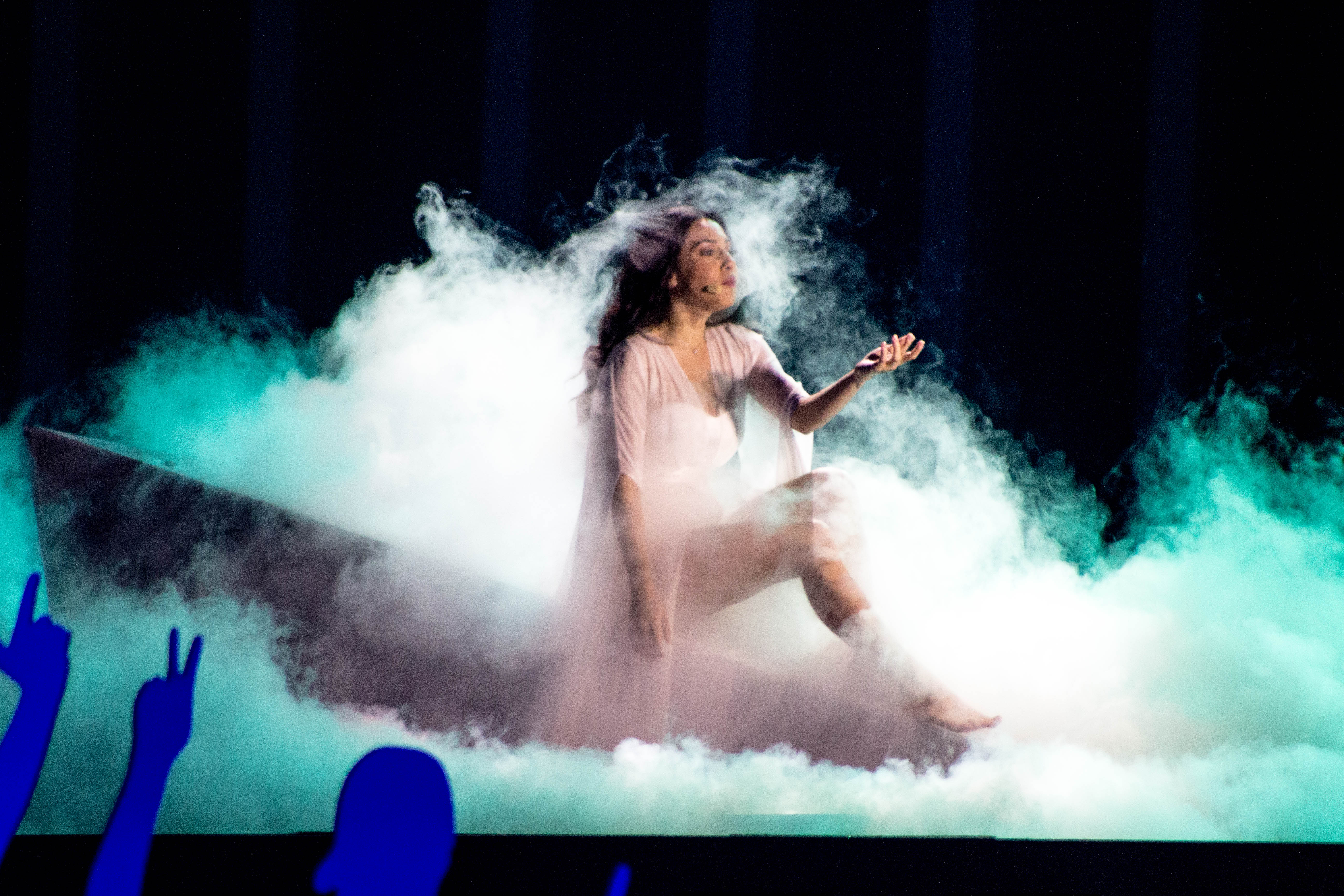
Aisel Lisszabonban (2018)
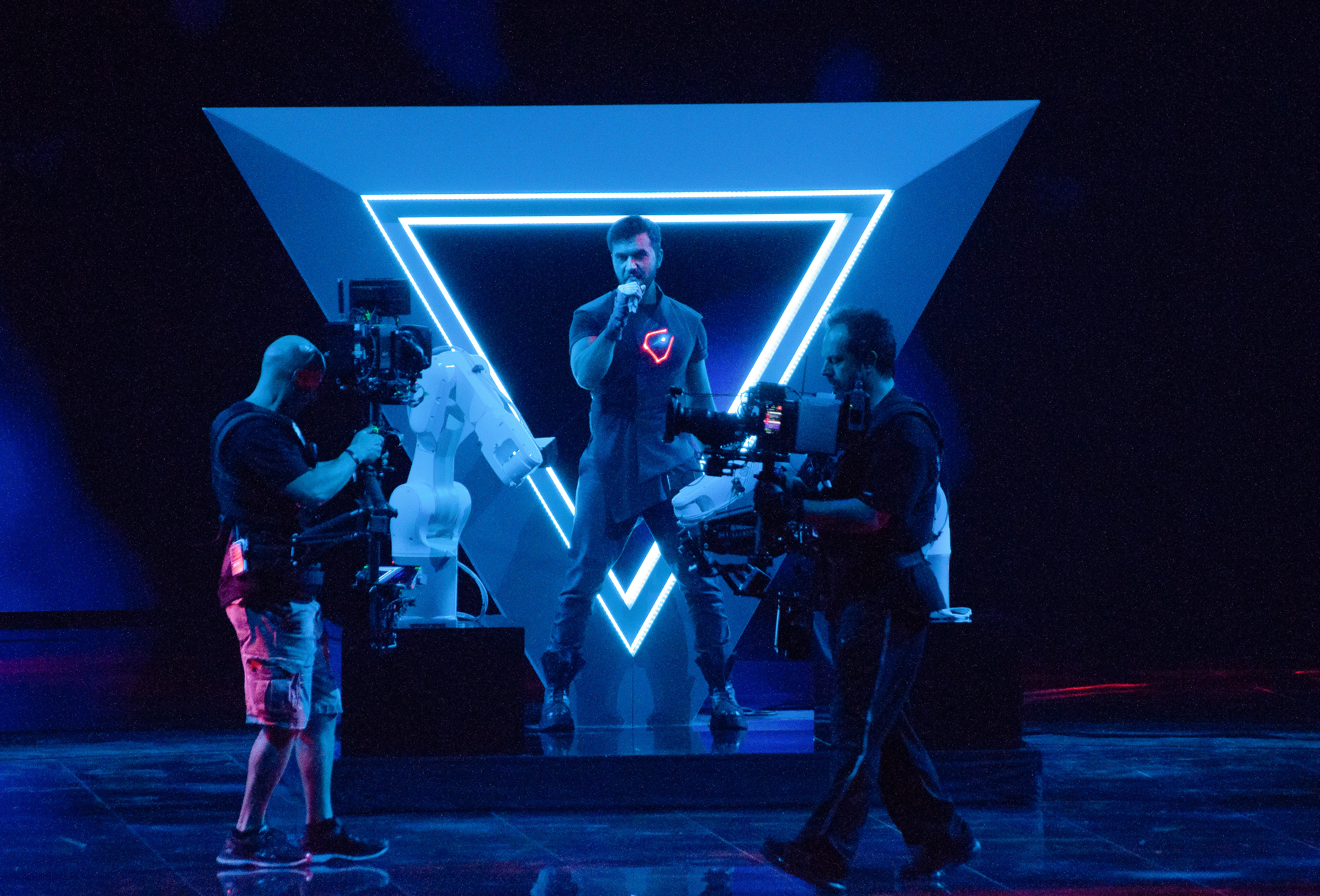
Chingiz Tel-Avivban (2019)
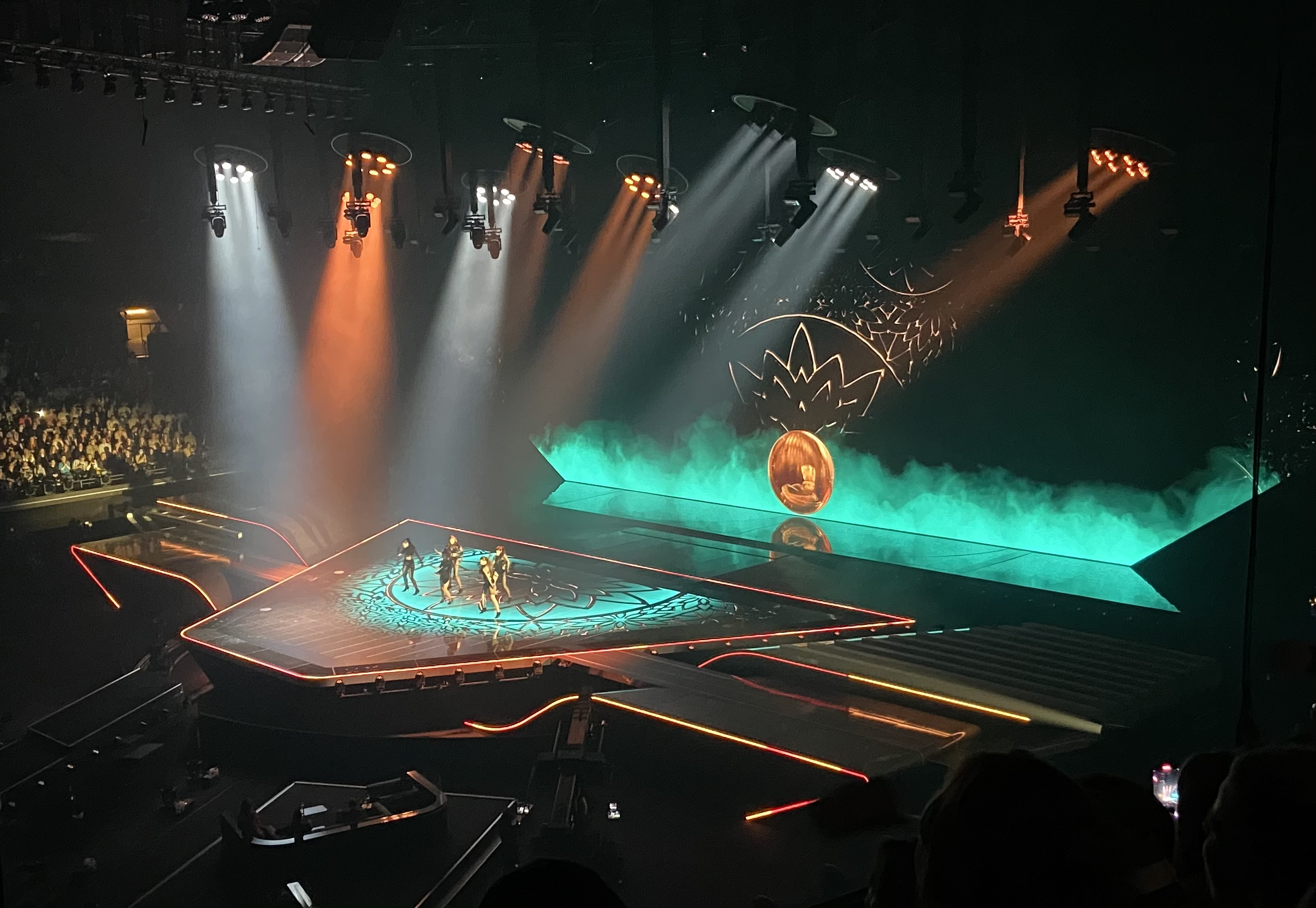
Efendi Rotterdamban (2021)
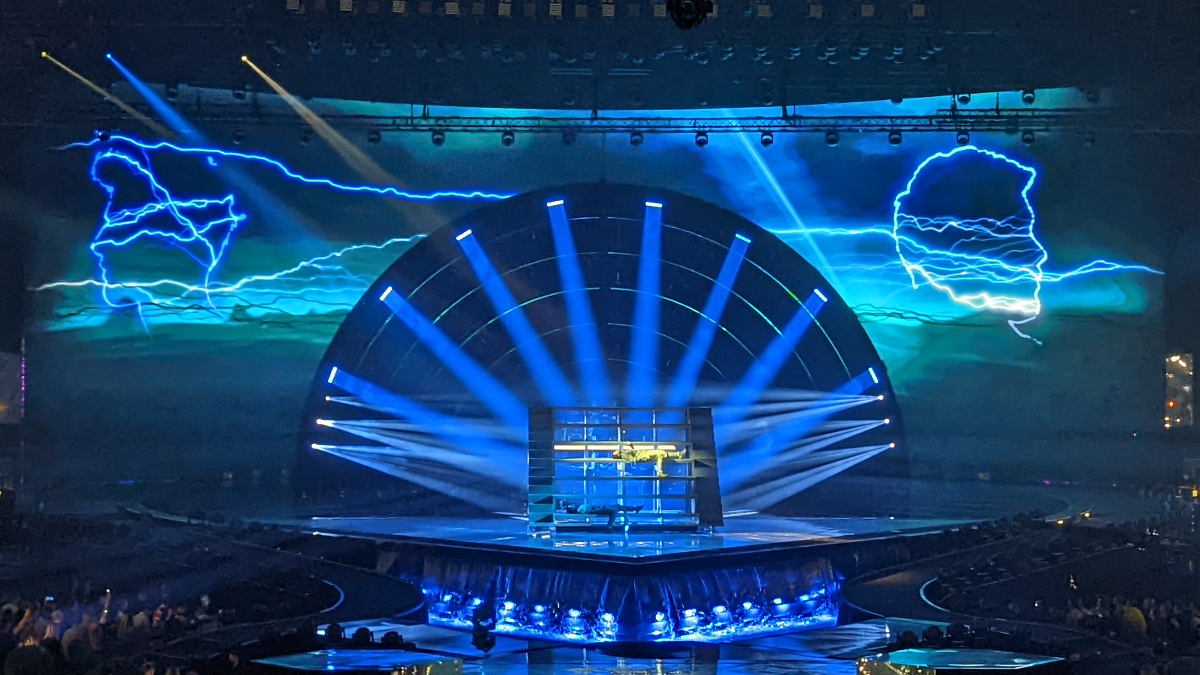
Nadir Rustamli Toorinóban (2022)
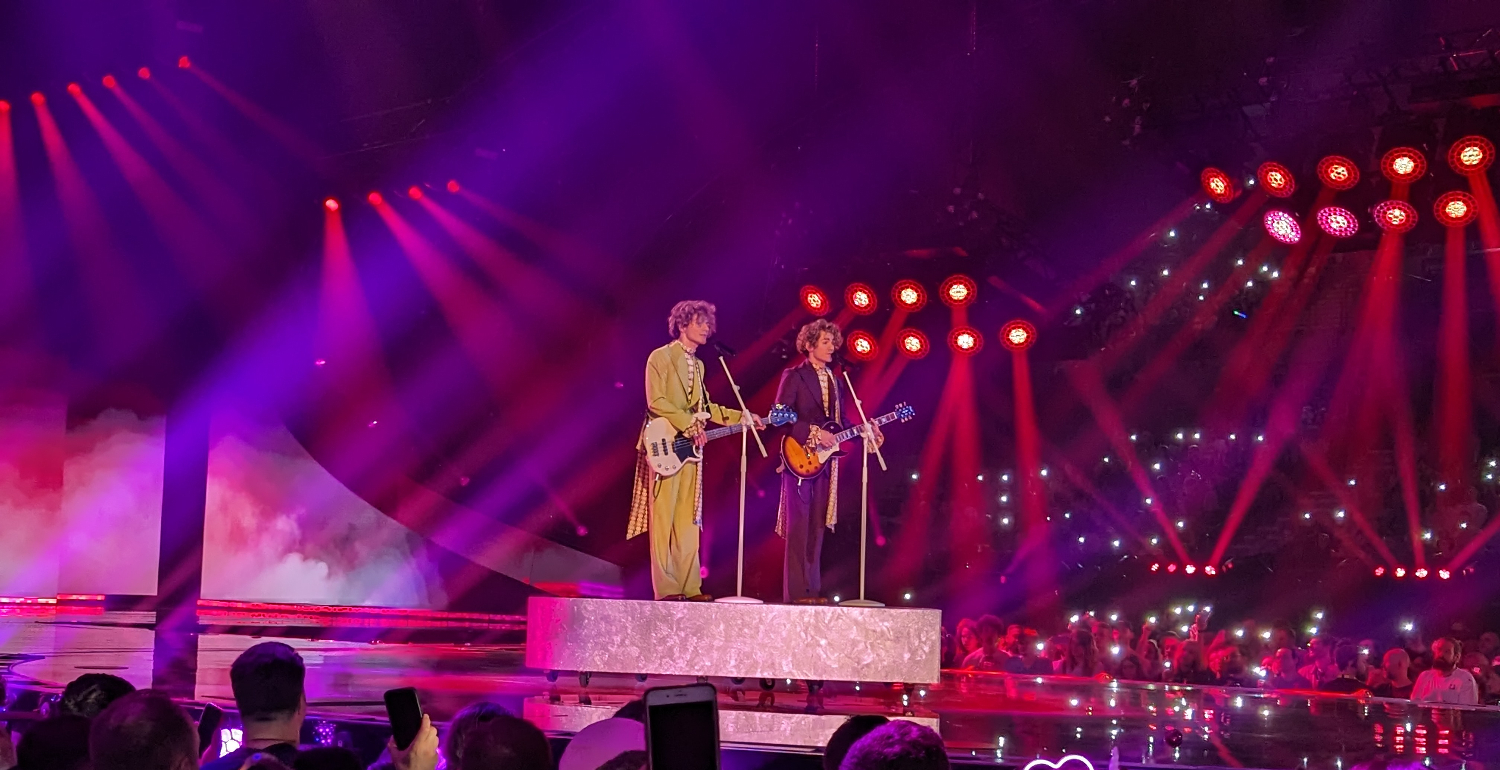
A TuralTuranX Liverpoolban (2023)
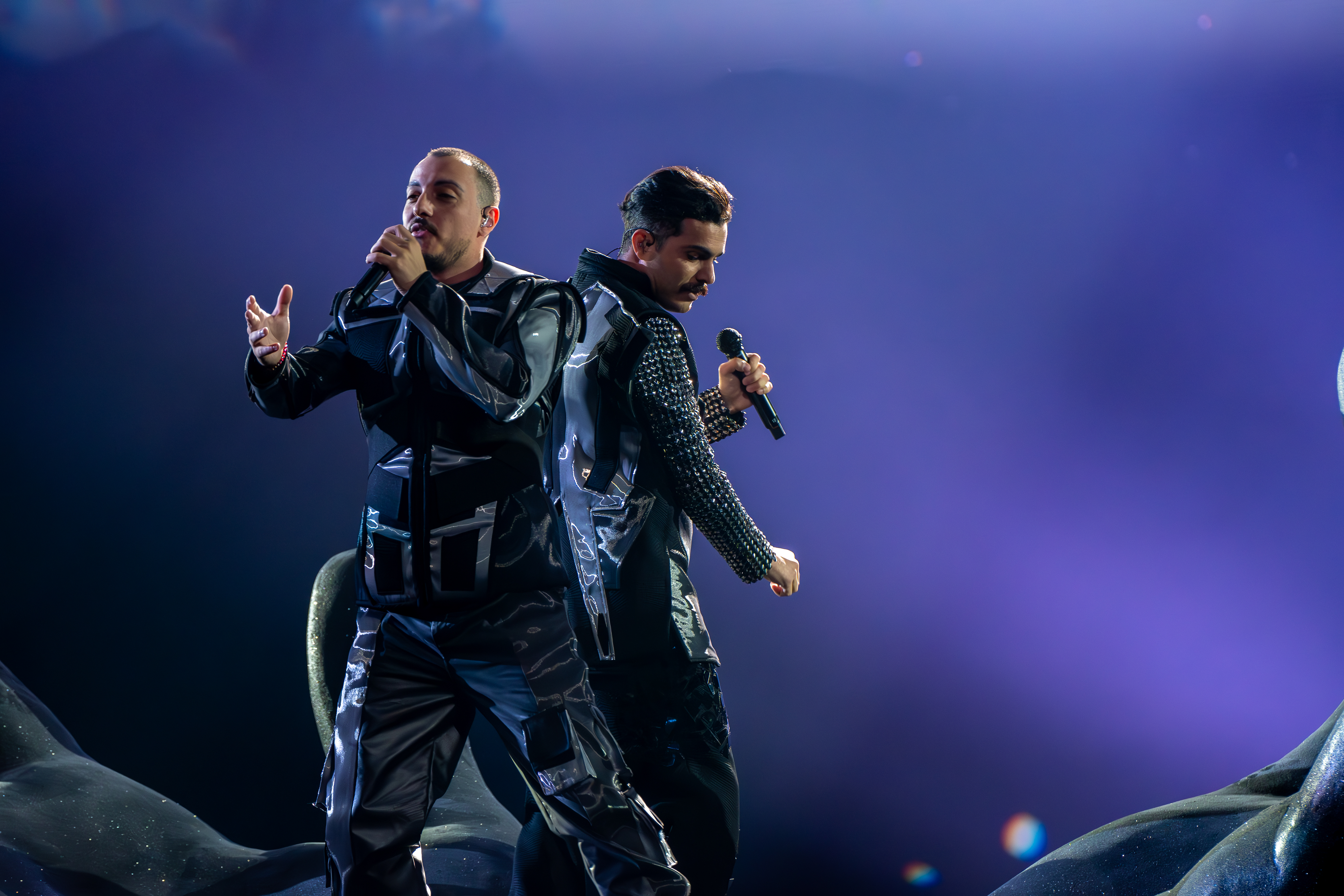
Fahree feat. Ilkin Dovlatov Malmőben (2024)
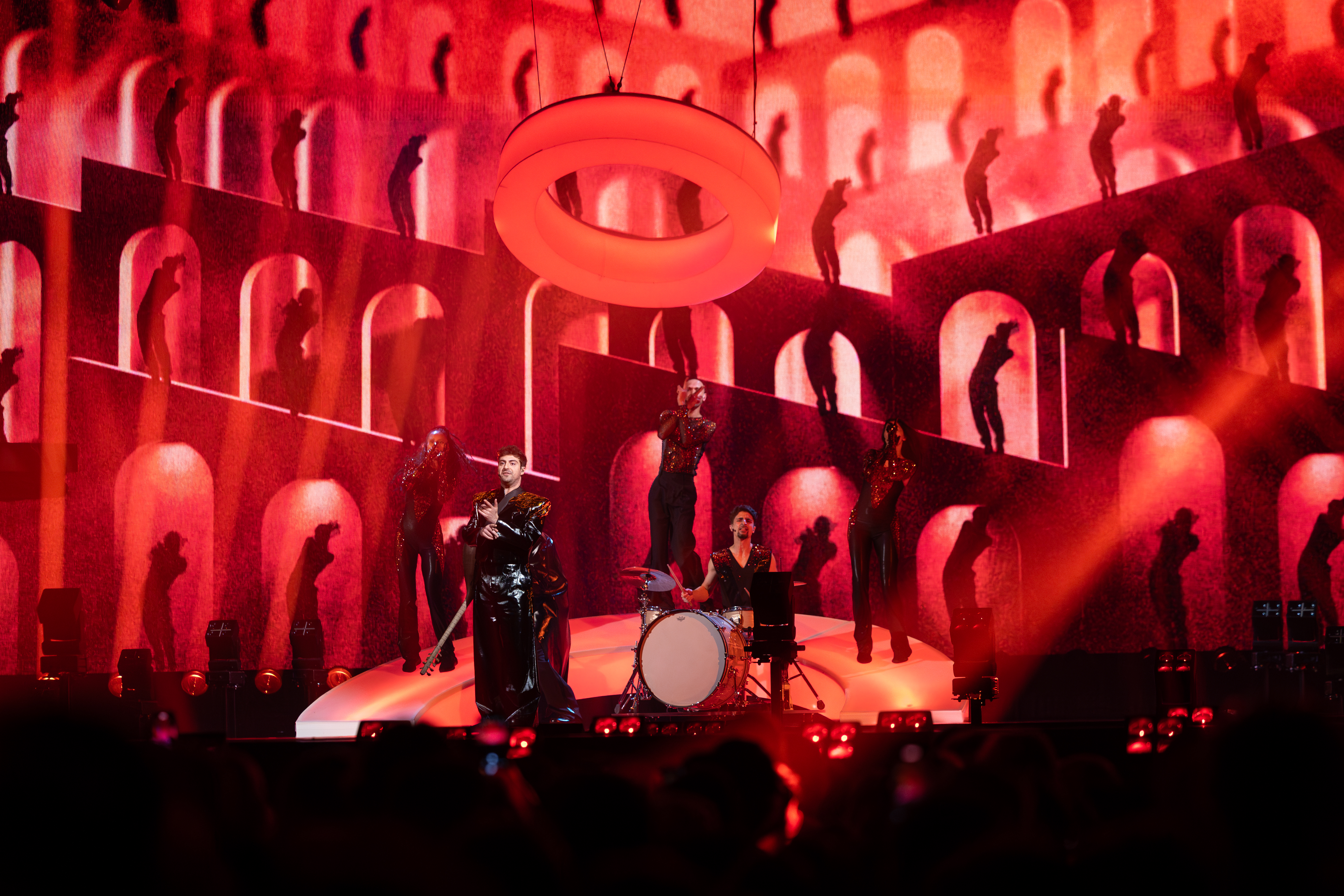
A Mamagama Bázelben (2025)

## Lásd még
- Azerbajdzsán a Junior Eurovíziós Dalfesztiválokon